# 人民解放委员会

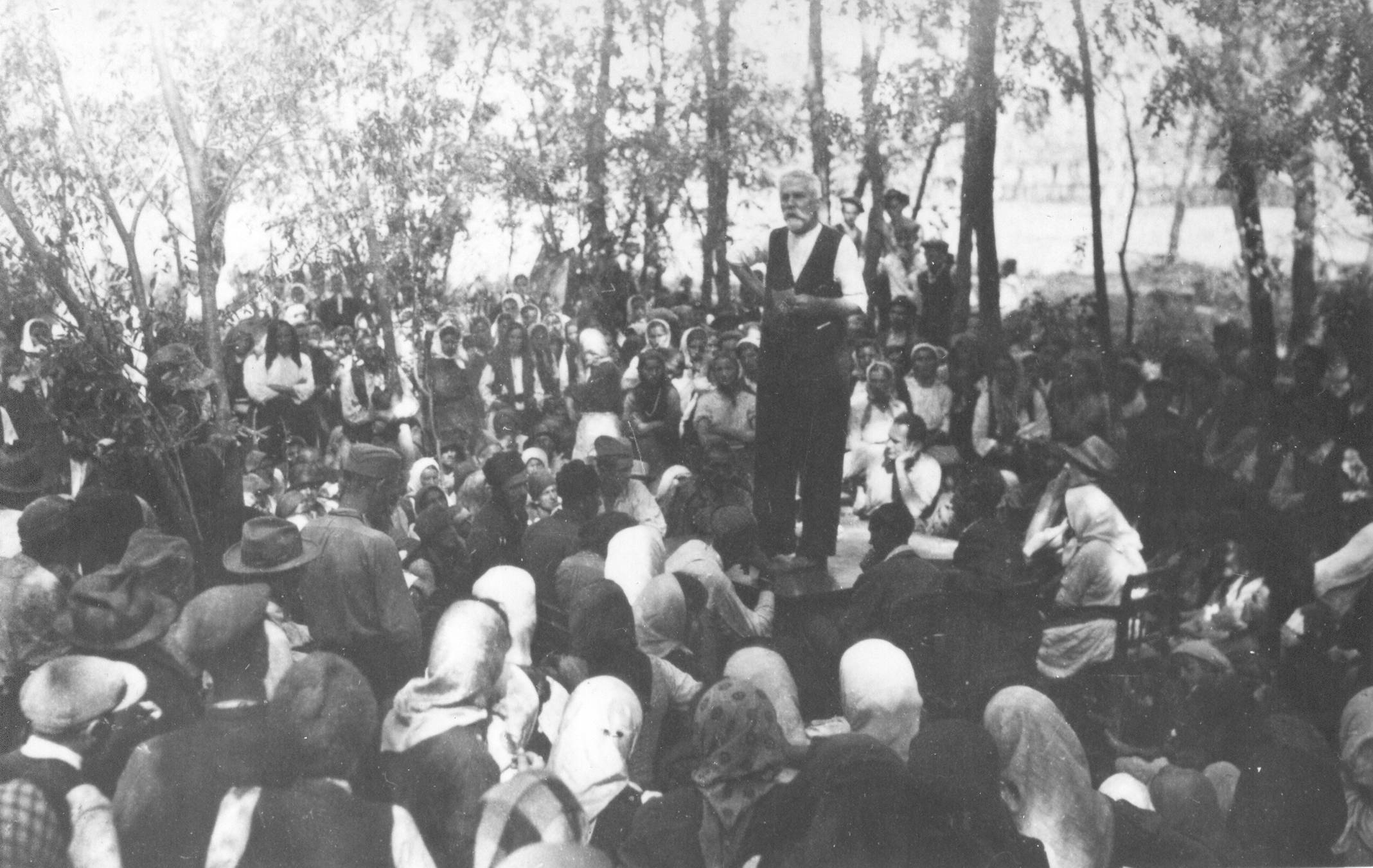
1943年7月，沃伊斯拉夫·凯茨马诺维奇在马耶维察解放领土人民解放委员会选举前的竞选集会上发表讲话。

人民解放委员会（缩写为NOO）是1941年—1945年南斯拉夫人民解放战争期间南斯拉夫共产党建立的政权机构。
从1941年南斯拉夫爆发武装起义开始，人民解放委员会就在“解放领土”，后来也在尚未解放的地区，通过选举或任命的方式设立。人民解放委员会从一开始就是新社会制度的萌芽，通过其革命民主实践，表达人民进行革命和社会变革的愿望。随着人民解放委员会的建立，南斯拉夫境内形成三种政权并存的局面：人民解放运动的政权、南斯拉夫流亡政府代表的旧政权（由德拉查·米哈伊洛维奇领导的切特尼克代表其利益）以及占领者当局及其扶植的傀儡政权。
人民解放委员会的设立使南斯拉夫共产党与共产国际发生冲突，因为后者主张在战争期间应暂停一切社会变革；同时也遭到切特尼克的反对，切特尼克认为人民解放委员会的设立意在推翻“合法秩序”，篡夺政权。在战争的最初两年里，米哈伊洛维奇领导的切特尼克保留旧有的政权机构，但从1943年12月25日开始，他们也开始建立“拉夫纳山人民委员会”。
1942年11月26日，在比哈奇成立全国性的南斯拉夫反法西斯人民解放委员会。1943年11月29日，在亚伊采成立南斯拉夫人民解放委员会，作为行政机关；南斯拉夫反法西斯人民解放委员会改为立法机关。